# 850
Раннє Середньовіччя •  Епоха вікінгів •  Золота доба ісламу •  Реконкіста

## Геополітична ситуація
У Східній Римській імперії триває правління Михаїла III. Каролінзька імперія розділена на три королівства: Західно-Франкське, Серединне та Східно-Франкське. Північ Італії належить Серединному королівству, Рим і Равенна під управлінням Папи Римського, герцогства на південь від Римської області незалежні, деякі області на півночі та на півдні належать Візантії. Піренейський півострів, окрім Королівства Астурія та Іспанської марки, займає Кордовський емірат. Вессекс підпорядкував собі більшу частину Англії, почалося вторгнення данів. Існують слов'янські держави: Перше Болгарське царство, Велика Моравія, Блатенське князівство.
Аббасидський халіфат очолив аль-Мутаваккіль. У Китаї править династія Тан. Значними державами Індії ж Імперія Пала, Пратіхара, Чола. В Японії триває період Хей'ан. Хозарський каганат підпорядкував собі кочові народи на великій степовій території між Азовським морем та Аралом. Територію на північ від Китаю захопили єнісейські киргизи.
На території лісостепової України в IX столітті літописці згадують слов'янські племена білих хорватів, бужан, волинян, деревлян, дулібів, полян, сіверян, тиверців, уличів. У Північному Причорномор'ї співіснують різні кочові племена, зокрема булгари, хозари, алани, тюрки, угри, кримські готи. Херсонес Таврійський належить Візантії.

## Події
- Людовика II Італійського короновано співімператором батька Лотара I.
- Перша згадка про напад вікінгів на узбережжя Уельсу.
- Данський вікінг Рорик Ютландський захопив Утрехт.
- Великий данський флот увійшов у гирло Темзи. Дани розграбували Лондон і Кентербері.
- Вікінги окупували Гебридські острови.
- Королівство Астурія очолив Ордоньо I.
- Халіф аль-Мутаваккіль видав указ, який сильно обмежував у правах християн і євреїв. Християнам заборонено обіймати адміністративні посади, навчатися в мусульманських школах, мати слуг, наказано носити одяг, відмінний від мусульман.
- У Кордові почалися заворушення мосарабів.
- У Барселоні страчено Гійома Септиманійського, противника короля Західної Франконії Карла Лисого.
- Рейд сарацинів добрався до Арля.
- Південноіндійська держава Чола захопила Тханджавур.
- Японію очолив імператор Монтоку.

## Народились
- Гаральд I Норвезький
- Імператор Сейва
- Аль-Баттані
- Ісаак Ізраелі

## Померли
- Святий Іван Солунський
- Імператор Німмьо
- Аль-Хорезмі